# Bertrand-Jean-Baptiste-René du Guesclin
Bertrand-Jean-Baptiste-René du Guesclin (né le 30 août 1703 à Rennes, mort le 20 aout 1766) ecclésiastique, est évêque de Cahors de 1741 à 1766.

## Biographie
Bertrand-Jean-Baptiste-René du Guesclin appartient à l'ancienne noblesse bretonne ; il est issu d'une lignée collatérale de la famille du connétable de France Bertrand Du Guesclin. Il est le fils de Bertrand Charles Baptiste du Guesclin (mort en 1710), seigneur de la Bouverie et de son épouse Renée Gouret. 
Destiné à l'Église, il est prêtre du diocèse de Rennes lorsqu'il est nommé aumônier du roi en octobre 1730, pourvu en commende de l'abbaye cistercienne Notre-Dame de Theuley le 5 avril 1733. Il devient ensuite doyen des Andelys et vicaire général de l'archidiocèse de Rouen. Il participe au conclave lors de l'élection du successeur de Clément XII, et part à Rome au mois de février 1740 avec le cardinal Louis-Constantin de Rohan. 
Désigné pour l'évêché de Cahors, devenu vacant par le décès de Henri de Briqueville de La Luzerne, il est  nommé le 25 août 1741 évêque de Cahors, confirmé le 18 septembre et consacré le 15 octobre 1741 par le cardinal Nicolas de Saulx-Tavannes, archevêque de Rouen. Il prend possession de l'évêché par procureur le 29 octobre. 
Favorable aux Jésuites dès 1759, il envoie pour leur défense deux lettres au pape. En 1765, lors de l'Assemblée du clergé, il fait encore un rapport très élogieux en leur faveur. Il meurt le 20 août 1766, son successeur à l'évêché de Cahors est Joseph-Dominique de Cheylus.

## Succession apostolique
Bertrand-Jean-Baptiste-René du Guesclin a ordonné les évêques suivants :
- Évêque Charles-Marie de Quélen (1755)